# Monkey Puss (Live in London)
Monkey Puss (Live in London) prvi je koncertni album švedskog death metal-sastava Entombed. Diskografska kuća Earache Records objavila ga je 17. studenoga 1999. kao CD i kaseta.
Sve pjesme su snimljene uživo 18. ožujka 1992. u London Astoriau u Londonu. Kazetno izdanje albuma osim koncertnih pjesama također sadrži glazbene spotove za pjesme "Left Hand Path", "Stranger Aeons", "Hollowman", "Wolverine Blues" i "Night of the Vampire". Godine 2001. album je ponovno objavljen na DVD-u.

## Popis pjesama
| 1.    | »Living Dead«      | 6:02 |
| 2.    | »Revel in Flesh«   | 3:44 |
| 3.    | »Stranger Aeons«   | 3:57 |
| 4.    | »Crawl«            | 5:32 |
| 5.    | »But Life Goes On« | 2:52 |
| 6.    | »Sinners Bleed«    | 4:42 |
| 7.    | »Evilyn«           | 4:58 |
| 8.    | »The Truth Beyond« | 3:37 |
| 9.    | »Drowned«          | 3:56 |
| 10.   | »Left Hand Path«   | 7:32 |
| 46:52 |                    |      |

| 1. | »Left Hand Path« (glazbeni spot)       | 6:48 |
| 2. | »Stranger Aeons« (glazbeni spot)       | 3:44 |
| 3. | »Hollowman« (glazbeni spot)            | 4:30 |
| 4. | »Wolverine Blues« (glazbeni spot)      | 2:10 |
| 5. | »Night of the Vampire« (glazbeni spot) | 5:00 |

## Zasluge
Entombed
- L-G Petrov – vokal
- Nicke Andersson – bubnjevi
- Alex Hellid – gitara
- Ulf Cederlund – gitara
- Lars Rosenberg – bas-gitara